# سیارک ۹۰۷۷
سیارک ۹۰۷۷ (به انگلیسی: 9077 Ildo، نامگذاری:1994NC) نه هزار و هفتاد و هفتمین سیارک کشف شده‌است که در ۳ ژوئیه ۱۹۹۴ کشف شد.
قدر مطلق سیارک برابر ۱۳٫۱۰ است.